# Termux
Termux — це відкритий емулятор терміналу для Android, який дозволяє запускати середовище Linux на пристрої Android. Крім того, Termux дозволяє встановлювати різні програми для Linux через менеджер пакунків.
Більшість команд в Linux доступні в Termux, а також вбудовані команди Bash. Також доступні кілька інших оболонок, такі як Zsh та tcsh.

## Основна інформація
Termux оснащений власним менеджером пакунків pkg, для якого додано велика кількість пакунків. У застосунку доступні пакунки для роботи з мовами програмування, такі як C, C++, Python, Perl, Go, PHP, Lua, Rust та інші. Доступні файловий менеджер Midnight Commander, текстовий редактор Vim, програма SSH і багато іншого, що робить Termux комфортним середовищем на пристрої Android. У багатьох випадках використання немає різниці між роботою на ПК з ОС Linux у термінальному середовищі та на пристроях Android і Termux. Однак це середовище не є повноцінним через обмеження системи Android, яка не дозволяє отримати прямий доступ до обладнання. Наприклад, у Termux немає доступу до USB-порту та до підключених до цього порту пристроїв. У нових версіях Android такі інформаційні команди, як «top», не працюють через обмеження доступу до теки /proc файловою системою.

## Доступність
Termux офіційно доступний у двох крамницях застосунків - Google Play та F-Droid. Програма розділена на кілька пакетів - основний та кілька додаткових доповнень.
Termux - основний
Termux:API - набір команд для роботи з Android (читання SMS, GPS, повідомлення, ...)
Termux:Boot - дозволяє запускати сценарії Termux під час запуску пристрою Android
Termux:Float - дозволяє використовувати Termux у пливучому вікні термінала
Termux:Styling - дозволяє налаштувати вигляд терміналу
Termux:Tasker - плагін, який дозволяє запускати сценарії Termux від Tasker
Termux:Widget - дозволяє запускати програми в Termux від віджета на домашньому екрані